# Маяк (Воронежская область)
Маяк — посёлок в Грибановском районе Воронежской области.
Входит в состав Нижнекарачанского сельского поселения.

## Население
| 2010 |
| ---- |
| 0    |